# Siphonoglossa bartlettii
Siphonoglossa bartlettii là một loài thực vật có hoa trong họ Ô rô. Loài này lần đầu tiên được nhà thực vật học Paul Carpenter Standley mô tả chính thức.